# Denton Cooley
Denton Arthur Cooley (n. 22 august 1920, Houston, Texas, SUA – d. 18 noiembrie 2016, Houston, Texas, SUA) a fost un chirurg american, specialist în cardiologie. Este cunoscut pentru pionieratul său în domeniul transplantului de inimă, fiind primul care realizează o astfel de operație în SUA.
Astfel, în anii 60', efectueză operații pe cord deschis la copii cu malformații cardiace congenitale. Pe 3 mai 1968, realizează primul transplant de inimă. Pe 4 aprilie 1969, unui pacient de 47 de ani, aflat în stare gravă (atrofiere a mușchilor cardiaci) îi implantează o inimă artificială, realizată din silicon, și aceasta ca măsură temporară, pentru 65 de ore, până a fost găsit un donator disponibil.